# NHK 고치 방송국

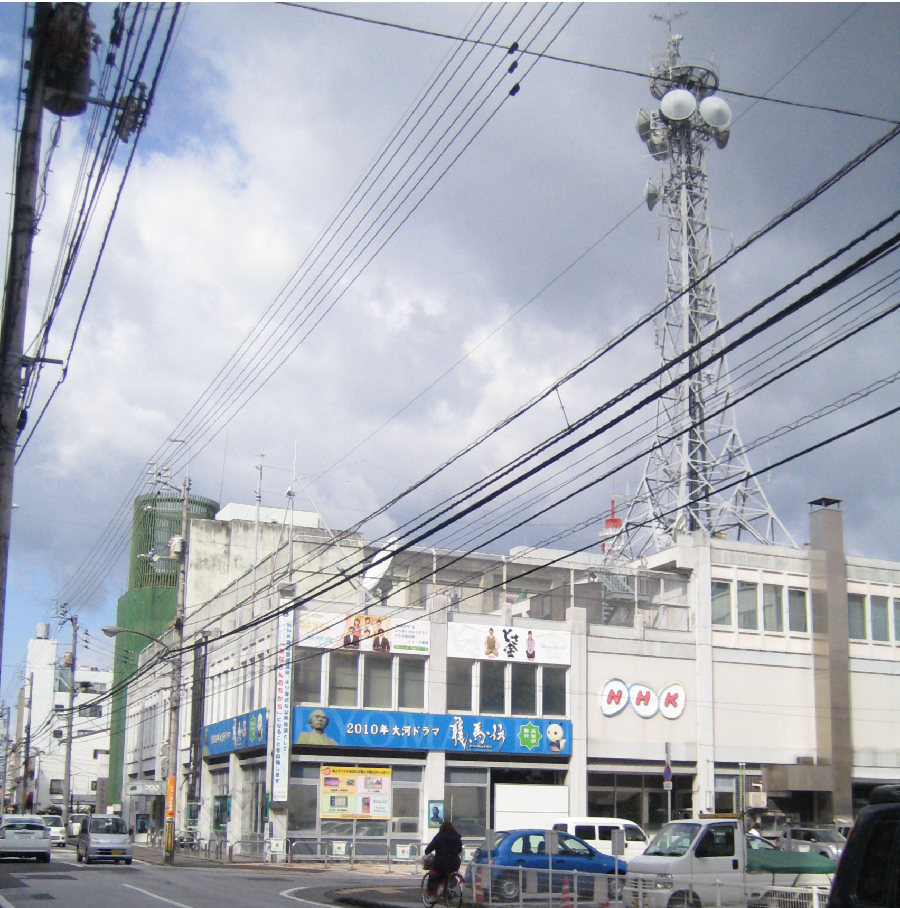
NHK 고치 방송국

NHK 고치 방송국(高知 放送局)은 고치현을 방송구역으로 하는 NHK의 지역방송국이며 중파·FM라디오·텔레비전 방송을 담당하고 있다.

## 연혁
- 1932년 3월 시코쿠 최초의 방송국으로서 고치 방송국 라디오 방송을 개국
- 1946년 1월 나카무라 라디오 중계국 개국
- 1948년 12월 고치 방송국 라디오 제2방송 개시
- 1958년 11월 고치 방송국 텔레비전 방송 개시
- 1960년 12월 고치 방송국 텔레비전 지역 방송 개시
- 1961년 8월 고치 방송국 교육 텔레비전 방송 개시
- 1964년 10월 고치 방송국 종합 텔레비전 컬러 방송 개시
- 1969년 3월 고치 방송국 FM본방송 개시
- 1985년 9월 긴급 경보 방송 개시
- 1986년 8월 텔레비전 음성 다중 개시
- 1990년 12월 교육 텔레비전 음성다중방송 개시
- 2006년 6월 1일 지상파 디지털 텔레비전 방송 시험 전파 송신 개시
- 2006년 8월 4일 지상파 디지털 텔레비전 방송 시험 방송 개시
- 2006년 10월 1일 지상파 디지털 텔레비전 본방송 개시
- 2011년 7월 24일 지상파 아날로그 텔레비전 방송 종료

## 채널·주파수

### 텔레비전 방송
- 종합 텔레비전 15ch(JORK-DTV)
- 교육 텔레비전 13ch(JORB-DTV)

### 라디오 방송
| 중계국·방송국     | 주파수  | 출력 | 비고          |
| ----------------- | ------- | ---- | ------------- |
| 고치 방송국       | 990kHz  | 10kW | 콜사인은 JORK |
| 나카무라 중계국   | 999kHz  | 1kW  |               |
| 스쿠모 중계국     | 1026kHz | 100W |               |
| 스자키 중계국     | 1323kHz | 100W |               |
| 도사시미즈 중계국 | 1584kHz | 100W |               |
| 유스하라 중계국   | 1161kHz | 100W |               |
| 구보카와 중계국   | 1341kHz | 100W |               |
| 다이쇼 중계국     | 1368kHz | 100W |               |
| 오됴오 중계국     | 1026kHz | 100W |               |
| 사메우라 중계국   | 1341kHz | 100W |               |

| 중계국·방송국   | 주파수  | 출력 | 비고          |
| --------------- | ------- | ---- | ------------- |
| 고치 방송국     | 1152kHz | 10kW | 콜사인은 JORB |
| 나카무라 중계국 | 1521kHz | 1kW  |               |
| 유스하라 중계국 | 1467kHz | 100W |               |
| 다이쇼 중계국   | 1035kHz | 100W |               |

| 중계국·방송국          | 주파수  | 출력 | 비고             |
| ---------------------- | ------- | ---- | ---------------- |
| 고치 방송국            | 87.5MHz | 500W | 콜사인은 JORK-FM |
| 나카무라 중계국        | 84.4MHz | 100W |                  |
| 스쿠모 중계국          | 82.5MHz | 30W  |                  |
| 스자키 중계국          | 84.9MHz | 10W  |                  |
| 아키 중계국            | 83.8MHz | 10W  |                  |
| 도와 중계국            | 85.2MHz | 1W   |                  |
| 구보카와 중계국        | 83.7MHz | 1W   |                  |
| 무로토 중계국          | 89.1MHz | 10W  |                  |
| 오됴오 중계국          | 85.6MHz | 10W  |                  |
| 무로토자키 중계국      | 86.8MHz | 10W  |                  |
| 아가와 중계국          | 84.8MHz | 10W  |                  |
| 니요도 중계국          | 85.8MHz | 1W   |                  |
| 오도요 도요나가 중계국 | 85.0MHz | 1W   |                  |
| 오쓰키 중계국          | 85.9MHz | 10W  |                  |
| 도사쵸 중계국          | 82.9MHz | 10W  |                  |
| 도사사가 중계국        | 85.9MHz | 3W   |                  |
| 사가와 중계국          | 84.0MHz | 1W   |                  |
| 나카도사 중계국        | 84.2MHz | 1W   |                  |
| 도요노네 중계국        | 87.8MHz | 1W   |                  |
| 모노노베 중계국        | 89.9MHz | 1W   |                  |

## 고치현에 있는 다른 텔레비전·라디오 방송국
- 고치 방송(RKC)(TV는 니혼 TV 계열, 라디오는 JRN&NRN계열)
- TV 고치(KUTV)(도쿄 방송 계열)
- 고치 산산 TV(KSS)(후지 TV 계열)
- FM고치(JFN 계열)